# البطولات الوطنية الأمريكية 1956 (كرة مضرب)
قائمة بالأبطال في 1956 البطولات الوطنية الأمريكية لكرة المضرب (المعروفة الآن باسم أمريكا المفتوحة):

## الكبار

### فردي رجال
كين روزوال هزم  ليو هواد 4-6 6-2 6-3 6-3

### فردي سيدات
شيرلي فراي إيفرين هزم  ألثا غيبسون 6-3, 6-4